# 정읍 모충사
정읍 모충사는 대한민국 전라북도 정읍시 옹동면에 있다. 2005년 11월 9일 정읍시의 향토문화유산 제3호로 지정되었다.

## 개요
1666년 창건하였으며 1868년 정부의 영에 의하여 헐렸는데, 1924년 지금의 자리로 옮기고 1979년 다시 세웠다. 배향인물은 백광언, 전덕린, 송지순, 이지시, 이지례,권극평,백함생,최응립 등이다.